# Derambila ochreicostalis
Derambila ochreicostalis är en fjärilsart som beskrevs av George Francis Hampson 1893. Derambila ochreicostalis ingår i släktet Derambila och familjen mätare. Inga underarter finns listade i Catalogue of Life.